# Шляга Микола Іванович
Микола Іванович Шляга (1 травня 1935, село Передрейка Петриковського району, тепер Гомельської області, Білорусь — 25 червня 2004, Москва, Росія) — радянський військовий політпрацівник, начальник Головного політичного управління Радянської армії і Військово-Морського Флоту (Головного військово-політичного управління Збройних Сил СРСР), генерал-полковник (1990). Член ЦК КПРС (1990—1991).

## Життєпис
Народився в селянській родині.
З 1955 року служив у Радянській армії. У 1955—1958 роках — курсант 4-го Військового автомобільного училища в місті Калинковичі Гомельської області.
У 1958—1959 роках — командир взводу автомобільної школи мотострілецької дивізії в місті Бресті Білоруського військового округу.
Член КПРС з 1959 року.
У 1959—1969 роках — секретар комсомольської організації автошколи дивізії, комсомольський працівник батальйону, полку, дивізії, начальник відділення комсомольської роботи — помічник начальника політичного відділу 28-ї армії з комсомольської роботи. З 1960 до 1965 року служив у Західній групі радянських військ у Німецькій Демократичній Республіці, потім у Бресті, Гродно та Слонімі Білоруського військового округу.
У 1969—1976 роках — заступник командира мотострілецького полку з політичної частини, заступник начальника політичного відділу та начальник політичного відділу танкової дивізії Білоруського військового округу.
У 1972 році закінчив заочну Вищу партійну школу при ЦК КПРС.
У 1975 році закінчив заочно Військово-політичну академію імені Леніна.
У 1976—1983 роках — інструктор, заступник завідувача сектора відділу адміністративних органів ЦК КПРС (куратор Київського, Прикарпатського та Одеського військових округів).
У серпні 1983 — грудні 1985 року — 1-й заступник начальника Політичного управління Центральної групи військ.
У грудні 1985 — липні 1987 року — член Військової ради — начальник Політичного управління Центральної групи військ.
У липні 1987 — 1989 року — завідувач сектора сухопутних та ракетних військ стратегічного призначення відділу адміністративних органів ЦК КПРС. До грудня 1989 року — заступник завідувача підвідділу державно-правового відділу ЦК КПРС.
У грудні 1989 — липні 1990 року — 1-й заступник начальника Головного політичного управління Радянської армії і Військово-Морського Флоту.
У липні 1990 — 11 січня 1991 року — начальник Головного політичного управління Радянської армії і Військово-Морського Флоту — член колегії Міністерства оборони СРСР.
11 січня (2 лютого) — 29 серпня 1991 року — начальник Головного військово-політичного управління Збройних Сил СРСР — 1-й заступник міністра оборони СРСР.
З 6 листопада 1991 року — у відставці в Москві. Академік Міжнародної педагогічної академії, перший голова Національно-культурної автономії «Білоруси Москви».
У 1992 році організував акціонерне товариство з підготовки керівних кадрів з філією в Берліні та став його генеральним директором. Два роки працював заступником генерального директора Центру навчальних інформаційних технологій Росії.
З 1998 по 2003 рік — заступник генерального директора акціонерного товариства відкритого типу «Міжолімпінвест», потім — радник із зв'язків з федеральними органами та Міністерством оборони Російської Федерації у ВАТ «Корпорація Росзагальномаш».
Помер 25 червня 2004 року. Похований в Москві на Троєкуровському цвинтарі.

## Військові звання
- полковник
- генерал-майор
- генерал-лейтенант
- генерал-полковник (1990)

## Нагороди
- орден Червоної Зірки
- орден «За службу Батьківщині у Збройних Силах СРСР» ІІІ ст.
- орден Червоної Зірки (Чехословаччина)
- орден Червоного Прапора (Афганістан)
- іноземні нагороди
- 25 медалей